# 考納斯主教座堂

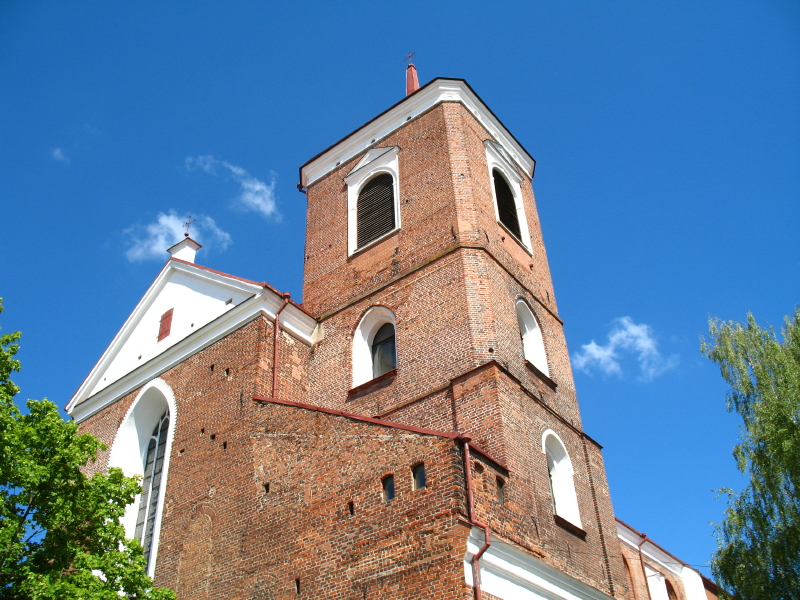
Stadhuis van Gent

考納斯主教座堂是位於立陶宛城市考納斯的一座羅馬天主教的教堂。考納斯主教座堂首次在文獻中被提到是在1413年。1895年，考納斯主教座堂升格為主教座堂。

## 外部連結
- Kaunas Cathedral Basilica website （页面存档备份，存于）
- Pilgrim Route of John Paul II. Lithuania website （页面存档备份，存于）

54°53′49″N 23°53′20″E / 54.897°N 23.889°E